# Amanda Prantera
Amanda Prantera (Newmarket, 23 aprile 1942) è una scrittrice di fantascienza britannica.

## Biografia
Nata a Newmarket, Suffolk, il 23 aprile 1942, figlia di una coppia di giovanissimi genitori dediti alle corse dei cavalli. I suoi genitori affrontarono una brutta separazione. Siccome era una bambina ella fu affidata alla nonna paterna, che ebrea di origine, e di religione protestante, la portò a diventare cattolica. Ricevette un'educazione tipica di quel periodo, governanti private, un periodo di scuola presso l'esclusivo Lady Tryon nel Wiltshire, alcuni anni in convento, e una serie di corsi di rifinitura a Oxford, in Francia ed in Italia. All'età di 22 anni si stabilì definitivamente in Italia sposando un gastroenterologo, da cui ha avuto due figlie, Sofia e Costanza. Quando le figlie divennero adolescenti si rimise a studiare, imparò la lingua tedesca, conseguì la laurea in filosofia e iniziò a scrivere romanzi. Il suo primo romanzo di fantascienza, The Strange Loop, fu pubblicato da Jonathan Cape nel 1984, e venne edito in Italia con il titolo Cerchio segreto nella collana Urania nel 1997. Ad esso seguì The Cabalist (Il Cabalista) nel 1985 e Conversations with Lord Byron on Perversion, 163 Years After his Lordship's Death nel 1987. Nel 1991 diede alle stampe il suo primo romanzo storico, The Side of the Moon che tratta della giovinezza dell'imperatore Commodo, mentre con il successivo Proto Zoë del 1992 si avvicinò al mondo giovanile, che ebbe un seguito nel 1996 con Zoë Trope. The Kingdom of Fanes del 1995, edito in Italia come La Regina dei Fani, è tratto da alcune leggende alpine, e tratta di un popolo che vive sulle Dolomiti nell'età del ferro. Con Letters to Lorenzo del 1999 si interessò al mondo del terrorismo, mentre Don Giovanna del 2000 è una commedia sul mondo del matrimonio. Con i successivi Capri File del 2001 e Spoiler del 2003 ritornò al mondo della fantascienza metafisica.

## Romanzi
- Strange Loop, Jonathan Cape, London, 1984.[1]
- The Cabalist, Jonathan Cape, London, 1985.[1]
- Conversations with Lord Byron on Perversion, 163 Years After his Lordship's Death, Jonathan Cape, London, 1987.[1]
- The Side of the Moon, Bloomsbury, London, 1991.[1]
- Proto Zoë, Bloomsbury Publishing, London, 1992.[1]
- The Young Italians, Bloomsbury Publishing, London, 1993.[1]
- The Kingdom of Fanes, Bloomsbury Publishing, London, 1995.[1]
- Zoë Trope, Bloomsbury Publishing, London, 1996.[1]
- Letters to Lorenzo, Bloomsbury Publishing, London, 1999.[1][7]
- Don Giovanna, Bloomsbury Publishing, London, 2000.[1]
- Capri File, Bloomsbury Publishing, London, 2001.[1]
- Spoiler, Bloomsbury Publishing, London, 2003.[1]
- Sabine, Bloomsbury Publishing, London, 2005.[1]
- The Loft, Quartet Books, London, 2011.[1]
- Wolfsong, Quartet Books, London, 2012.[1]
- Peter and the Egg, Amazon Kindle, 2013.[1]
- Nowhere Ending Sky, Quartet Books, London, 2013.[1]
- Mohawk's Brood, Quartet Books, London, 2014.[1]